# Horizontal
En geometría, física, astronomía, geografía y ciencias relacionadas, un plano es horizontal en un punto dado si es perpendicular al gradiente del campo gravitatorio en ese punto. En otras palabras, si la gravedad aparente hace que una plomada cuelgue perpendicular al plano en ese punto.
Por extensión el concepto horizontal se utiliza junto con vertical para describir líneas y conceptos relacionados aunque no coincidan propiamente con la plomada o el horizonte; lo único que importa es que ambos formen entre sí un ángulo recto. Así, se utilizan estos conceptos sobre cualquier plano para describir trayectorias perpendiculares entre sí, como en arquitectura, ingeniería civil o en el caso del tablero del ajedrez.
En general, algo que es horizontal puede ser dibujado de izquierda a derecha (o de derecha a izquierda), como el eje de abscisas del sistema de coordenadas cartesianas.